# Ville de Mount Isa
La ville de Mount Isa est une zone d'administration locale dans le nord-ouest du Queensland en Australie.
Ville de Mount Isa comprend les villes de Mount Isa et Camooweal.